# Бернар Тано-Бучує
Бернар Тано-Бучує (Bernard Tano-Buchue) (1950) — івуарський дипломат. Надзвичайний і Повноважний Посол Кот-д'Івуар в Україні за сумісництвом з (2013).
Крім того представляє інтереси Кот-д'Івуару в Білорусі, Таджикистані, в Литві, Киргизстані, Азербайджані.

## Життєпис
Народився у 1950 році. Бернар Тано-Бучує отримав освіту за фахом «дипломатія і право». Посол володіє французькою, португальською, англійською і іспанською мовами.
22 лютого 2012 року вручив вірчі грамоти Президенту РФ Медведеву.
22 листопада 2012 року вручив вірчі грамоти Президенту Азербайджану Ільхаму Алієву.
16 квітня 2013 року вручив вірчі грамоти Президенту Білорусі Олександру Лукашенко
5 липня 2013 року вручив вірчі грамоти Президенту України Віктору Януковичу
25 листопада 2013 року вручив вірчі грамоти Президенту Литви Далі Грибаускайте.
15 березня 2017 року вручив вірчі грамоти Президенту Киргизстану Алмазбек Атамбаєву.
11 квітня 2017 року вручив вірчі грамоти Президенту Таджикистану Емомалі Рахмону.